# Diane Davis (Rhetorikerin)
Debra Diane Davis (* 5. oder 15. Juli 1963) ist eine US-amerikanische post-strukturalistische Rhetorikerin und Professorin an der University of Texas at Austin.
Diane Davis lehrte von 1995 bis 1997 als Assistant Professor für Rhetorik und Schreiben an der Old Dominion University in Norfolk und von 1997 bis 2001 als Assistant Professor für Rhetorik an der University of Iowa. Seit 2002 lehrt sie als Professorin für Rhetorik, Schreiben, Englisch und Kommunikationswissenschaften an der University of Texas at Austin. Dort leitet sie als Direktorin das Digital Writing und Research Lab der Hochschule.
Sie arbeitet an den Schnittpunkten der rhetorischen Theorie, Medientheorie und der poststrukturalistischen Philosophie.

## Werke
- 2000 Breaking Up at Totality: A Rhetoric of Laughter. Rhetorical Theory and Philosophy Series. Southern Illinois University Press. ISBN 0809322285
- 2008 Michelle Ballif, Roxanne Mountford und Diane Davis: Women's Ways of Making It in Rhetorik und Komposition. Routledge. ISBN 0805844457
- 2008 The UberReader: Selected Works of Avital Ronell. Herausgeber und Einführung. University of Illinois Press. ISBN 0252073118
- 2009 Reading Ronell. Herausgegebene Sammlung mit Einführung. University of Illinois Press. ISBN 0252076478
- 2010 Inessential Solidarity: Rhetoric and Foreigner Relations. University of Pittsburgh Press. ISBN 0822961229